# Медведи
Медве́ди (лат. Ursus) — род млекопитающих отряда хищных семейства медвежьих.
Согласно палеонтологическим сведениям, род медведей появился 5—6 миллионов лет назад. Первым его представителем в настоящее время считают медведя Ursus minimus — относительно небольшое животное, чьи ископаемые остатки найдены на территории Франции. Все современные четыре вида рода, а также ряд вымерших — таких, например, как пещерный медведь (Ursus spelaeus), — происходят от этрусского медведя (Ursus etruscus), жившего 1—2 миллиона лет назад.
Самым молодым видом рода является белый медведь, который отделился от бурого медведя примерно 200 000 лет назад; это подтверждается тем, что оба этих вида могут скрещиваться и давать плодовитое потомство.

## Общее описание
Длина: 1,3—2 м (белогрудый медведь), 1,5—1,8 м (чёрный медведь), 1,2—3 м (бурый медведь разных подвидов), 1,6—3 м (белый медведь). Масса до 450 кг у белого медведя и 750 кг у кадьяка. Диплоидное число хромосом — 74.

## Распространение
Северная Америка и Евразия.

## Систематика
В роде 4 современных вида и несколько десятков подвидов, которым ранее некоторые авторы придавали видовой статус (до 78 видов).
Барибал, бурый и белый медведи скрещиваются и дают гибриды.
| Современные представители рода медведи (Ursus) |                     |                                    |                                    | |
| Иллюстрация                                    | Русское название    | Латинское название и автор таксона | Ареал и охранный статус МСОП       | Подвиды |
|                                                | Барибал             | Ursus Americanus Pallas 1780       | Вид вне опасности                  | 16 подвидов: - Ursus americanus altifrontalis - Ursus americanus amblyceps - Ursus americanus americanus - Ursus americanus californiensis - Ursus americanus carlottae - Ursus americanus cinnamomum - Ледниковый медведь (Ursus americanus emmonsii) } - Ursus americanus eremicus - Ursus americanus floridanus - Ursus americanus hamiltoni - Медведь Кермода (Ursus americanus kermodei) - Ursus americanus luteolus - Ursus americanus machetes - Ursus americanus perniger - Ursus americanus pugnax - Ursus americanus vancouveri |
|                                                | Белый медведь       | Ursus maritimus Phipps 1774        | Уязвимый вид                       | - Гигантский белый медведь Ursus maritimus tyrannus † |
|                                                | Бурый медведь       | Ursus arctos Linnaeus 1758         | Вид, близкий к уязвимому положению | 13 подвидов: - Европейский бурый медведь (Ursus arctos arctos) - Закавказский бурый медведь (Ursus arctos syriacus) - Гризли (Ursus arctos horribilis) * - Кадьяк (Ursus arctos middendorffi) * - Апеннинский бурый медведь (Ursus arctos marsicanus) - Тяньшанский бурый медведь (Ursus arctos isabellinus) - Тибетский бурый медведь (Ursus arctos pruinosus), или медведь-пищухоед - Японский бурый медведь (Ursus arctos yesoensis) - Гобийский бурый медведь (Ursus arctos gobiensis) - Медведь Бергмана (Ursus arctos piscator) † - Атласский медведь (Ursus arctos crowtheri) † - Калифорнийский бурый медведь (Ursus arctos californicus) † - Мексиканский бурый медведь (Ursus arctos nelsoni) † |
|                                                | Гималайский медведь | Ursus thibetanus G. Cuvier 1823    | Уязвимый вид                       | 7 подвидов: - Формозский чёрный медведь (Ursus thibetanus formosanus) - Белуджистанский белогрудый медведь (Ursus thibetanus gedrosianus) - Ursus thibetanus japonicus - Ursus thibetanus laniger - Ursus thibetanus mupinensis - Ursus thibetanus thibetanus - Уссурийский белогрудый медведь (Ursus thibetanus ussuricus) |

| Вымершие виды рода Медведи |                        |                                    |
| Иллюстрация                | Русское название       | Латинское название и автор таксона |
|                            | Малый пещерный медведь | Ursus rossicus Borissiak 1930 †    |
|                            | Пещерный медведь       | Ursus spelaeus Rosenmüller 1794 †  |
|                            | Этрусский медведь      | Ursus etruscus Linnaeus 1758 †     |
|                            |                        | Ursus minimus Linnaeus 1758 †      |

| Гибриды рода медведи (Ursus) |                                                       |                                 |                  |
| Иллюстрация                  | Русское название                                      | Латинское название              | Ареал            |
|                              | Гибрид белого и бурого медведя, или пизли, или гролар | Ursus maritimus × Ursus arctos  | Северная Америка |
|                              | Гибрид чёрного и бурого медведя                       | Ursus americanus × Ursus arctos | Северная Америка |